# 2e étape du Tour d'Italie 2015
Pour un article plus général, voir Tour d'Italie 2015.
La 2e étape du Tour d'Italie 2015 s'est déroulée le dimanche 10 mai 2015, sur une distance de 177 km partant de Albenga et arrivant à Gênes. Cette première étape en ligne est remporté au sprint par l'Italien Elia Viviani de l'équipe Sky. Il devance le Néerlandais Moreno Hofland (Lotto NL-Jumbo) et le « favori » de l'étape, l'Allemand André Greipel (Lotto-Soudal). Avec sa septième place lors de cette étape, l'Australien Michael Matthews (Orica-GreenEDGE) prend le maillot rose de leader à son coéquipier Simon Gerrans. Elia Viviani devient le premier maillot rouge de ce Tour d'Italie et Bert-Jan Lindeman le premier maillot bleu.

## Parcours
La première étape en ligne se déroule le long de la côte ligure. Sur un parcours long de 177 km, il y a deux sprints intermédiaires, à Savone et Varazze, et une côte classée en quatrième catégorie, le Pratozanino (Sciaborasca), située en seconde partie d'étape à 53 km de l'arrivée. Le tracé plutôt plat, avantage une arrivée en peloton groupé dans les rues de Gênes, favorable aux sprinteurs.

## Déroulement de la course
L'échappée du jour est formée par cinq coureurs : Marco Frapporti (Androni Giocattoli), Łukasz Owsian (CCC-Sprandi-Polkowice), Eugert Zhupa (Southeast), Giacomo Berlato (Nippo-Vini Fantini) et Bert-Jan Lindeman (Lotto NL-Jumbo). Ils comptent jusqu'à neuf minutes d'avance sur le peloton, emmené par Orica-GreenEDGE, l'équipe du maillot rose. Frapporti remporte les deux  sprints intermédiaires et prend le maximum de points.
Par la suite, Owsian attaque pour anticiper la victoire au premier Grand Prix de la montagne. Lindeman le contre et passe en tête, devenant le premier leader du classement de la montagne. À ce stade, les cinq comptent encore environ trois minutes d'avance sur le peloton. L'échappée est finalement rattrapée à 11 kilomètres de l'arrivée.
C'est au sprint que se joue cette étape. L'Allemand André Greipel lance le sprint, mais il est dépassé par Moreno Hofland, qui est à son tour devancé par Elia Viviani (Sky). Le coureur italien, s'impose d'une roue devant Hofland. Il s'empare du maillot rouge de leader du classement par points. Michael Matthews (Orica-GreenEDGE) devient le nouveau maillot rose — mais sans prendre de bonifications de temps — et reste à égalité de temps avec ses coéquipiers Simon Gerrans, Simon Clarke et Esteban Chaves.

## Résultats

### Classement de l'étape
| Classement de l'étape | Classement de l'étape | Classement de l'étape | Classement de l'étape       | Classement de l'étape |
|                       | Coureur               | Pays                  | Équipe                      | Temps                 |
| --------------------- | --------------------- | --------------------- | --------------------------- | --------------------- |
| 1er                   | Elia Viviani          | Italie                | Sky                         | en 4 h 13 min 18 s    |
| 2e                    | Moreno Hofland        | Pays-Bas              | Lotto NL-Jumbo              | m.t                   |
| 3e                    | André Greipel         | Allemagne             | Lotto-Soudal                | m.t                   |
| 4e                    | Luka Mezgec           | Slovénie              | Giant-Alpecin               | m.t                   |
| 5e                    | Alessandro Petacchi   | Italie                | Southeast                   | m.t                   |
| 6e                    | Giacomo Nizzolo       | Italie                | Trek Factory Racing         | m.t                   |
| 7e                    | Michael Matthews      | Australie             | Orica-GreenEDGE             | m.t                   |
| 8e                    | Davide Appollonio     | Italie                | Androni Giocattoli-Sidermec | m.t                   |
| 9e                    | Daniele Colli         | Italie                | Nippo-Vini Fantini          | m.t                   |
| 10e                   | Paolo Tiralongo       | Italie                | Astana                      | m.t                   |
| modifier              |                       |                       |                             |                       |

### Points attribués
|   | Cycliste          | Nat      | Équipe | Pts | Bonif |
| - | ----------------- | -------- | ------ | --- | ----- |
| 1 | Marco Frapporti   | Italie   | AND    | 20  | 3 s   |
| 2 | Eugert Zhupa      | Albanie  | STH    | 12  | 2 s   |
| 3 | Bert-Jan Lindeman | Pays-Bas | TLJ    | 8   | 1 s   |
| 4 | Giacomo Berlato   | Italie   | NIP    | 6   |       |
| 5 | Łukasz Owsian     | Pologne  | CCC    | 4   |       |
| 6 | Giacomo Nizzolo   | Italie   | TFR    | 3   |       |
| 7 | Boy van Poppel    | Pays-Bas | TFR    | 2   |       |
| 8 | Marco Coledan     | Italie   | TFR    | 1   |       |

|   | Cycliste          | Nat      | Équipe | Pts | Bonif |
| - | ----------------- | -------- | ------ | --- | ----- |
| 1 | Marco Frapporti   | Italie   | AND    | 20  | 3 s   |
| 2 | Bert-Jan Lindeman | Pays-Bas | TLJ    | 12  | 2 s   |
| 3 | Eugert Zhupa      | Albanie  | STH    | 8   | 1 s   |
| 4 | Łukasz Owsian     | Pologne  | CCC    | 6   |       |
| 5 | Giacomo Berlato   | Italie   | NIP    | 4   |       |
| 6 | Elia Viviani      | Italie   | SKY    | 3   |       |
| 7 | Giacomo Nizzolo   | Italie   | TFR    | 2   |       |
| 8 | Philippe Gilbert  | Belgique | BMC    | 1   |       |

| - Sprint final de Gênes (km 177) \| \| Cycliste \| Nat \| Équipe \| Points \| Bonif \| \| -- \| ------------------- \| --------- \| ------ \| ------ \| ----- \| \| 1 \| Elia Viviani \| Italie \| SKY \| 50 \| 10 s \| \| 2 \| Moreno Hofland \| Pays-Bas \| TLJ \| 35 \| 6 s \| \| 3 \| André Greipel \| Allemagne \| LTS \| 25 \| 4 s \| \| 4 \| Luka Mezgec \| Slovénie \| TGA \| 18 \| \| \| 5 \| Alessandro Petacchi \| Italie \| STH \| 14 \| \| \| 6 \| Giacomo Nizzolo \| Italie \| TFR \| 12 \| \| \| 7 \| Michael Matthews \| Australie \| OGE \| 10 \| \| \| 8 \| Davide Appollonio \| Italie \| AND \| 8 \| \| \| 9 \| Daniele Colli \| Italie \| NIP \| 7 \| \| \| 10 \| Paolo Tiralongo \| Italie \| AST \| 6 \| \| \| 11 \| Grega Bole \| Slovénie \| CCC \| 5 \| \| \| 12 \| Fabio Aru \| Italie \| AST \| 4 \| \| \| 13 \| Roman Kreuziger \| Tchéquie \| TCS \| 3 \| \| \| 14 \| Bartłomiej Matysiak \| Pologne \| CCC \| 2 \| \| \| 15 \| Alexander Porsev \| Russie \| KAT \| 1 \| \| |                     |           |        |        |       |
| | Cycliste            | Nat       | Équipe | Points | Bonif |
| 1 | Elia Viviani        | Italie    | SKY    | 50     | 10 s  |
| 2 | Moreno Hofland      | Pays-Bas  | TLJ    | 35     | 6 s   |
| 3 | André Greipel       | Allemagne | LTS    | 25     | 4 s   |
| 4 | Luka Mezgec         | Slovénie  | TGA    | 18     |       |
| 5 | Alessandro Petacchi | Italie    | STH    | 14     |       |
| 6 | Giacomo Nizzolo     | Italie    | TFR    | 12     |       |
| 7 | Michael Matthews    | Australie | OGE    | 10     |       |
| 8 | Davide Appollonio   | Italie    | AND    | 8      |       |
| 9 | Daniele Colli       | Italie    | NIP    | 7      |       |
| 10 | Paolo Tiralongo     | Italie    | AST    | 6      |       |
| 11 | Grega Bole          | Slovénie  | CCC    | 5      |       |
| 12 | Fabio Aru           | Italie    | AST    | 4      |       |
| 13 | Roman Kreuziger     | Tchéquie  | TCS    | 3      |       |
| 14 | Bartłomiej Matysiak | Pologne   | CCC    | 2      |       |
| 15 | Alexander Porsev    | Russie    | KAT    | 1      |       |

### Cols et côtes
| - Côte de Pratozanino (Sciaborasca), 4e catégorie (km 124) \| \| Cycliste \| Pays \| Équipe \| Points \| \| - \| ----------------- \| -------- \| --------------------- \| ------ \| \| 1 \| Bert-Jan Lindeman \| Pays-Bas \| Lotto NL-Jumbo \| 3 \| \| 2 \| Łukasz Owsian \| Pologne \| CCC Sprandi Polkowice \| 2 \| \| 3 \| Giacomo Berlato \| Italie \| Nippo-Vini Fantini \| 1 \| |                   |          |                       |        |
| | Cycliste          | Pays     | Équipe                | Points |
| 1 | Bert-Jan Lindeman | Pays-Bas | Lotto NL-Jumbo        | 3      |
| 2 | Łukasz Owsian     | Pologne  | CCC Sprandi Polkowice | 2      |
| 3 | Giacomo Berlato   | Italie   | Nippo-Vini Fantini    | 1      |

### Classement au temps par équipes
| Classement par équipes au temps | Classement par équipes au temps | Classement par équipes au temps | Classement par équipes au temps |
|                                 | Équipe                          | Pays                            | Temps                           |
| ------------------------------- | ------------------------------- | ------------------------------- | ------------------------------- |
| 1re                             | Orica-GreenEDGE                 | Australie                       | en 12 h 39 min 54 s             |
| 2e                              | Astana                          | Kazakhstan                      | m.t                             |
| 3e                              | Sky                             | Royaume-Uni                     | m.t                             |
| modifier                        |                                 |                                 |                                 |

### Classement aux points par équipes
| Classement par équipes aux points | Classement par équipes aux points | Classement par équipes aux points | Classement par équipes aux points | Classement par équipes aux points |
|                                   | Équipes                           | Pays                              |                                   | Point(s)                          |
| --------------------------------- | --------------------------------- | --------------------------------- | --------------------------------- | --------------------------------- |
| 1re                               | Sky                               | Royaume-Uni                       |                                   | 50                                |
| 2e                                | Lotto NL-Jumbo                    | Pays-Bas                          |                                   | 43                                |
| 3e                                | Lotto-Soudal                      | Belgique                          |                                   | 25                                |
| modifier                          |                                   |                                   |                                   |                                   |

## Classements à l'issue de l'étape

### Classement général
| Classement général | Classement général | Classement général | Classement général | Classement général |
|                    | Coureur            | Pays               | Équipe             | Temps              |
| ------------------ | ------------------ | ------------------ | ------------------ | ------------------ |
| 1er                | Michael Matthews   | Australie          | Orica-GreenEDGE    | en 4 h 32 min 44 s |
| 2e                 | Simon Gerrans      | Australie          | Orica-GreenEDGE    | + 0 s              |
| 3e                 | Simon Clarke       | Australie          | Orica-GreenEDGE    | + 0 s              |
| 4e                 | Esteban Chaves     | Colombie           | Orica-GreenEDGE    | + 0 s              |
| 5e                 | Roman Kreuziger    | Tchéquie           | Tinkoff-Saxo       | + 7 s              |
| 6e                 | Alberto Contador   | Espagne            | Tinkoff-Saxo       | + 7 s              |
| 7e                 | Michael Rogers     | Australie          | Tinkoff-Saxo       | + 7 s              |
| 8e                 | Manuele Boaro      | Italie             | Tinkoff-Saxo       | + 7 s              |
| 9e                 | Ivan Rovny         | Russie             | Tinkoff-Saxo       | + 7 s              |
| 10e                | Paolo Tiralongo    | Italie             | Astana             | + 13 s             |
| modifier           |                    |                    |                    |                    |

### Classement par points
| Classement par points | Classement par points | Classement par points | Classement par points       | Classement par points |
| --------------------- | --------------------- | --------------------- | --------------------------- | --------------------- |
|                       | Coureur               | Pays                  | Équipe                      | Point(s)              |
| 1er                   | Elia Viviani          | Italie                | Sky                         | 53 points             |
| 2e                    | Marco Frapporti       | Italie                | Androni Giocattoli-Sidermec | 40 pts                |
| 3e                    | Moreno Hofland        | Pays-Bas              | Lotto NL-Jumbo              | 35 pts                |
| modifier              |                       |                       |                             |                       |

### Classement du meilleur grimpeur
| Classement du meilleur grimpeur | Classement du meilleur grimpeur | Classement du meilleur grimpeur | Classement du meilleur grimpeur | Classement du meilleur grimpeur |
| ------------------------------- | ------------------------------- | ------------------------------- | ------------------------------- | ------------------------------- |
|                                 | Coureur                         | Pays                            | Équipe                          | Point(s)                        |
| 1er                             | Bert-Jan Lindeman               | Pays-Bas                        | Lotto NL-Jumbo                  | 3 points                        |
| 2e                              | Łukasz Owsian                   | Pologne                         | CCC Sprandi Polkowice           | 2 pts                           |
| 3e                              | Giacomo Berlato                 | Italie                          | Nippo-Vini Fantini              | 1 pt                            |
| modifier                        |                                 |                                 |                                 |                                 |

### Classement du meilleur jeune
| Classement du meilleur jeune | Classement du meilleur jeune | Classement du meilleur jeune | Classement du meilleur jeune | Classement du meilleur jeune |
|                              | Coureur                      | Pays                         | Équipe                       | Temps                        |
| ---------------------------- | ---------------------------- | ---------------------------- | ---------------------------- | ---------------------------- |
| 1er                          | Michael Matthews             | Australie                    | Orica-GreenEDGE              | en 4 h 32 min 44 s           |
| 2e                           | Esteban Chaves               | Colombie                     | Orica-GreenEDGE              | + 0 s                        |
| 3e                           | Fabio Aru                    | Italie                       | Astana                       | + 13 s                       |
| modifier                     |                              |                              |                              |                              |

### Classements par équipes

#### Classement au temps
| Classement par équipes au temps | Classement par équipes au temps | Classement par équipes au temps | Classement par équipes au temps |
|                                 | Équipe                          | Pays                            | Temps                           |
| ------------------------------- | ------------------------------- | ------------------------------- | ------------------------------- |
| 1re                             | Orica-GreenEDGE                 | Australie                       | en 12 h 59 min 20 s             |
| 2e                              | Tinkoff-Saxo                    | Russie                          | + 7 s                           |
| 3e                              | Astana                          | Kazakhstan                      | + 13 s                          |
| modifier                        |                                 |                                 |                                 |

#### Classement aux points
| Classement par équipes aux points | Classement par équipes aux points | Classement par équipes aux points | Classement par équipes aux points | Classement par équipes aux points |
|                                   | Équipes                           | Pays                              |                                   | Point(s)                          |
| --------------------------------- | --------------------------------- | --------------------------------- | --------------------------------- | --------------------------------- |
| 1re                               | Orica-GreenEDGE                   | Australie                         |                                   | 60                                |
| 2e                                | Sky                               | Royaume-Uni                       |                                   | 57                                |
| 3e                                | Lotto NL-Jumbo                    | Pays-Bas                          |                                   | 46                                |
| modifier                          |                                   |                                   |                                   |                                   |

## Abandons
- 68 -  Pieter Serry (Etixx-Quick Step) : abandon
- 145 -  Ramón Carretero (Southeast) : abandon